# Hierve el Agua
Hierve el Agua je skalní útvar v Mexiku, označovaný jako „zkamenělé vodopády“. Nachází se nedaleko města San Lorenzo Albarradas ve státě Oaxaca. Tvoří ho dvě části, větší cascada grande je vysoká 30 metrů a menší cascada chica je vysoká 12 metrů.
Na vrcholu skály vyvěrá voda, která má vysoký obsah uhličitanu vápenatého. Voda má teplotu okolo 25 °C, název Hierve el Agua (Vřící voda) pochází od velkých bublin. Nad pramenem byl vybudován bazén, kde se návštěvníci mohou vykoupat a užívat si přitom výhled do údolí. Voda z pramene stéká po skalní stěně a ukládá na ní minerály podobným způsobem, jako vznikají krápníky. Bílé travertinové skály tak zdálky vypadají jako mohutný vodopád.
Hierve el Agua je populární turistická atrakce, kterou v roce 2015 navštívilo před milión lidí. Místní domorodci v roce 2021 zablokovali přístup ke skále na protest proti tomu, že nedostávají podíl z komerčního využívání lokality. Nedaleko se nachází také zapotécká archeologická lokalita Mitla.